# Elia ha-Kohen
Elia ha-Kohen († 1729) war ein jüdischer Gelehrter und Kabbalist in Smyrna, bekannt vor allem als Verfasser des vielgelesenen Sittenbuches Schewet mussar.
Er wandte sich auch gegen das Schachspiel, da es zu sehr vom Talmudstudium ablenke, drang mit dieser Überzeugung aber nicht durch.